# Atelopus zeteki
A rã-dourada-do-panamá (Atelopus zeteki) é uma espécie de sapo da família Bufonidae. Ele era endêmico no Panamá. Seu habitat natural são as florestas úmidas das montanhas, em áreas tropicais e subtropicais, e rios. Está ameaçado pela perda do seu habitat.
Essa espécie chegou a ser considerada uma subespécie do A. varius, mas atualmente são consideradas como espécies separadas,hoje possivelmente está extinto na natureza.